# ذال

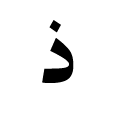
شكل الحرف

الذال (ذ) هو الحرف التاسع من الأبجدية العربية، وقيمته 700 في حساب الجمل، وهو دال معجمة.

## صفاته
وللذال صفة الجهر والرخاوة والاستفال والانفتاح والإصمات

## النطق
يُنطق حرف الذال في اللغة العربية الفصحى بصوت أسناني احتكاكي مجهور(ð) غير أن هذا النطق يختلف في اللهجات العامية فيصير غالبا لثوي احتكاكي مجهور (z)، أو لثوي وقفي مجهور (d).